# R. Murray Schafer
Raymond Murray Schafer (Sarnia, 18 de julio de 1933 - 14 de agosto de 2021) fue un compositor, escritor, educador, pedagogo musical y ambientalista canadiense. Fue reconocido por el «Proyecto del Paisaje Sonoro del Mundo» (The World Soundscape Project), su defensa de la preocupación de la ecología acústica, y su libro The Tuning of the World (1977).

## Biografía
Schafer nació en Sarnia (Ontario), estudió en el Escuela Real de Música (en Londres), el Conservatorio Real de Música y la Universidad de Toronto. Fue estudiante del profesor Alberto Guerrero y mentor del pianista Glenn Gould.
Comenzó sus estudios acerca del paisaje musical en la Universidad Simon Fraser en los años sesenta.
Además de introducir el concepto del paisaje sonoro en 1969 inventó el término esquizofonía, la separación de un sonido de su fuente, o la enfermedad causada por esta división:

Hemos dividido al sonido del generador del sonido. [...] Los sonidos se han arrancado de sus fuentes naturales y se les dio una existencia independiente y amplificada. [...] El sonido vocal, por ejemplo, ya no está más atado a un agujero en la cara, sino que ahora es libre de aparecerse de cualquier parte en el paisaje sonoro.
R. Murray SCHAFER

Steven Feld llamó esquizmogénesis (un préstamo de Gregory Bateson) a la recombinación y la recontextualización de los sonidos separados de sus fuentes.
Schafer es famoso por su ópera situacional The Princess of the Stars (1985) que se representó por primera vez no en un teatro sino en medio de un lago ante una audiencia de 5.000 espectadores en lugar de los 500 inicialmente previstos.
En 1987 Schafer recibió el primer premio Glenn Gould en reconocimiento por sus contribuciones.
En 2005 el Canada Council for the Arts le entregó el premio Walter Carsen, uno de los honores más grandes a un artista canadiense vivo.
Murió a los 88 años en su casa cerca de Peterborough, Ontario (Canadá).

## Obras selectas
- Patria.[13]
  - Patria: The Prologue, The Princess of the Stars.
  - Patria 1: Wolfman.
  - Patria 2: Requiems for the Party Girl.
  - Patria 3: The Greatest Show.
  - Patria 4: The Black Theatre of Hermes Trimegistos.
  - Patria 5: The Crown of Ariadne.
  - Patria 6: Ra.
  - Patria 7: The Kingdom of the Cinnabar Phoenix.
  - Patria 8: Asterion.
  - Patria 9: The Enchanted Forest.
  - Patria 10: The Spirit Garden.
  - Patria: The Epilogue: And Wolf Shall Inherit the Moon (‘y los lobos heredarán la Luna’).
- Carnival of Shadows.
- The Tuning of the World (The Soundscape), Arcana Editions, ISBN 978-0-394-40966-5.
- The Enchanted Forest, libro y cedé, Arcana Editions.
- Voices of Tyranny: Temples of Silence: Studies and Reflections on the Contemporary Soundscape, Arcana Editions.
- A Sound Education: 100 Exercises in Listening and Soundmaking, Arcana Editions.
- HearSing, Arcana Editions.
- The Thinking Ear: On Music Education, Arcana Editions.
- Ear cleaning: Notes for an experimental music course, incluido en The Thinking Ear ya citado.
- The Book of Noise, Arcana Editions.
- The Composer in the Classroom, Arcana Editions.
- When Words Sing, Arcana Editions.
- Patria: The Complete Cycle, Arcana Editions.
- E. T. A. Hoffmann and Music, Arcana Editions.
- Wolf Tracks, Arcana Editions.
- Dicamus et Labyrinthos, Arcana Editions.
- Ariadne, Arcana Editions.
- On Canadian Music, Arcana Editions.
- Music in the Cold, Arcana Editions.
- The Chaldean Inscription, Arcana Editions.
- The Sixteen Scribes, Arcana Editions.
- R. Murray Schafer: A Collection, Arcana Editions.
- Music for Young Players: Minimusic for instruments or voices, Universal Edition (UE 15449)  (enlace roto disponible en Internet Archive; véase el historial, la primera versión y la última)..
- The Soundscape, ISBN 978-0-89281-455-8.
- World Soundscape Project.
- Adieu Robert Schumann.
- The New Soundscape, Arcana Editions.
- Patria and the Theatre of Confluence, ISBN 1-895127-11-4.
- Creative Music Education: A Handbook for the Modern Music Teacher, ISBN 978-0-02-872330-3.
- Sonatina for Flute and Harpsichord (or Piano), Berandol Music, 1976.